# Digama angasijensis
Digama angasijensis là một loài bướm đêm thuộc phân họ Arctiinae, họ Erebidae.